# Salvador Tuset i Tuset
Salvador Tuset i Tuset   (València, 9 de novembre de 1883 - València, 1951) va ser un pintor valencià.
En 1898, als 15 anys d'edat, es matricula oficialment a l'Escola de Belles Arts de Sant Carles de València, finalitzant els seus estudis en 1903.
Als 27 anys, el 1911, guanya la plaça de pensionat de pintura a l'Acadèmia Espanyola de Belles Arts de Roma. Els seus companys a Roma van ser, entre d'altres, José Capuz, Tomás Murillo, José Benlliure Ortiz, Moises de Huertas, Luis Benedito, Oroz i Llaurada.
Després de la seva mort, la ciutat de València va donar el seu nom a un carrer ia un Grup d'Ensenyament Mig.
El 1972, a instàncies de Col·legi Oficial de Professors de Dibuix de València (que van ser els seus alumnes), l'Ajuntament de València s'erigeix un monument amb el seu bust en les Alameditas de Serrans, obra de la seva filla Amparo sota la direcció de l'escultor i catedràtic de Belles Arts Octavio Vicent.